# Edgar Allan Poe baltimore-i szobra
Edgar Allan Poe baltimore-i szobra Moses Jacob Ezekiel amerikai szobrász utolsó alkotása.
Edgar Allan Poe bronzszobrát a baltimore-i nőegylet olvasóklubja (Women’s Literary Club of Baltimore) rendelte meg 1907-ben. Abban bíztak, hogy az alkotás elkészül 1909-re, az író centenáriumára, de különböző problémák miatt a szobrász csak 1916-ban fejezte be a művet, amelyet az első világháború miatt csak 1921-ben sikerült Ezekiel római műterméből az Amerikai Egyesült Államokba szállítani.
A formázás és az öntés költségét húszezer dollárra becsülték, de a szobrász úgy döntött, állja a pénz felét. A szobor első modellje egy tűzben, a második egy földrengésben semmisült meg. A szobor talapzatát betonból öntötték. Az alkotást 1921. október 20-án leplezték le a Wyman Parkban, ahol az állaga leromlott, és elszigeteltsége miatt nem jutott közfigyelemhez. 1983. október 7-én a szobrot a baltimore-i egyetem jogi karának épülete elé költöztették a helyi Poe-társaság ajánlására.